# Medeiros e Albuquerque
José Joaquim de Campos da Costa de Medeiros e Albuquerque ComC • ComSE (Recife, 4 de setembro de 1867 – Rio de Janeiro, 9 de junho de 1934) foi um funcionário público, jornalista, professor, político, contista, poeta, orador, romancista, literato, teatrólogo, ensaísta e memorialista brasileiro.

## Biografia
Filho de Joaquim José de Campos da Costa de Medeiros e Albuquerque.
É o autor da letra do Hino da Proclamação da República. Na imprensa, escreveu também sob os pseudônimos Armando Quevedo, Atásius Noll, J. dos Santos, Max, Rifiúfio Singapura. Membro da Academia das Ciências de Lisboa.
A 7 de Junho de 1922 foi feito Comendador da Ordem Militar de Cristo de Portugal e a 19 de Abril de 1940 foi feito Comendador da Ordem Militar de Sant'Iago da Espada de Portugal.

## Obra
Em 1924, Medeiros e Albuquerque publicou um interessante livro intitulado "Tests". Com o subtítulo de "Introdução ao estudo dos meios científicos de julgar a inteligência e a aplicação dos alunos", a pequena obra pretendia trazer para o cenário brasileiro, principalmente para o ensino de psicologia nas escolas normais, o movimento que crescia nos Estados Unidos com relação ao uso de testes psicológicos. O livro de Medeiros e Albuquerque, muito bem referendado bibliograficamente dentro de sua época, introduz o leitor nos testes de inteligência (individuais e coletivos) e discute a utilização do emprego de testes como forma de avaliação aprendizagem. O próprio autor sugere que seu livro seja a primeira publicação brasileira sobre assunto.

## Pedagogium
Sabe-se, por exemplo, que em 1897, Medeiros e Albuquerque criou, no Pedagogium, um laboratório de Psicologia Pedagógica, mas que foi combatido e acusado por essas "inovações fantásticas", das quais nada sobrou (Claparède). Também no Rio de Janeiro, Maurício de Medeiros teria instalado e dirigido um pequeno laboratório de Psicologia Experimental na Clinica Psiquiátrica do Hospício Nacional . (Cabral, 1950; Lourenço Filho, 1955; Pessotti, 1975).
De acordo com Schwartzman (1979), o Pedagogium foi criado em 1890, por Benjamin Constant e tinha a finalidade de servir como órgão central de coordenação das atividades pedagógicas do país. A proposta de criação do Pedagogium remonta ao ano de 1883, quando Antonio Herculano de Souza Bandeira, Inspetor Geral da Instrução Pública na capital do império, propõe, num Congresso de Instrução, falando da organização das escolas normais, que para os professores sem preparo técnico, se criará um estabelecimento especial como o Pedagogium de Viena, onde os atuais professores não vitalícios e os adjuntos, serão obrigados a completar e aperfeiçoar os seus conhecimentos (Moacyr, 1938). Esperava-se que funcionasse como centro de pesquisas educacionais e museu pedagógico mas teve curta duração (Romanelli, 1980). Conforme Lourenço Filho (1955), o laboratório de psicologia que Medeiros e Albuquerque criou no Pedagogium foi entregue a Manuel Bonfim. Esse laboratório funcionou por mais de quinze anos, produzindo pesquisas, algumas das quais publicadas na revista Educação e Pediatria.

## Obras publicadas
- Pecados (1889)
- Canções da decadência (1889)
- Um homem prático (1898)
- Mãe Tapuia (1900)
- Poesias 1893-1901 (1904)
- Contos escolhidos (1907)
- Em voz alta (1909)
- O escândalo (1910)
- O silêncio é de ouro (1912)
- Pontos de vista (1913)
- O regime presidencial no Brasil (1914)
- Marta (1920)
- Páginas de crítica (1920)
- Mistério, (co-autor) (1921)
- O Hipnotismo (1921)
- Fim (1921)[2]
- Graves e fúteis (1922)
- Teatro meu... e dos outros (1923)
- Poemas sem versos (1924)
- O assassinato do general (1926)
- Por alheias terras... (1931)
- O umbigo de Adão (1932)
- Se eu fosse Sherlock Holmes (1932)
- Parlamentarismo e presidencialismo (1932)
- Quando eu falava de amor (1933)
- Minha vida: da infância à mocidade 1867-1934 (2 vols.) (1933/1934)
- Laura (1933)
- Surpresas (1934)
- Segredo conjugal, (co-autor) (1934)
- Homens e coisas da Academia (1934)
- Quando eu era vivo... 1867 a 1934 (edição póstuma) (1942).

## Academia Brasileira de Letras
Em 1896 e 1897 compareceu às sessões preliminares de instalação da Academia Brasileira de Letras. É o fundador da cadeira 22, que tem como patrono José Bonifácio, o Moço.